# Moffatia plumicauda
Moffatia plumicauda är en fjärilsart som beskrevs av Moore 1890. Moffatia plumicauda ingår i släktet Moffatia och familjen säckspinnare. Inga underarter finns listade i Catalogue of Life.